# حليب

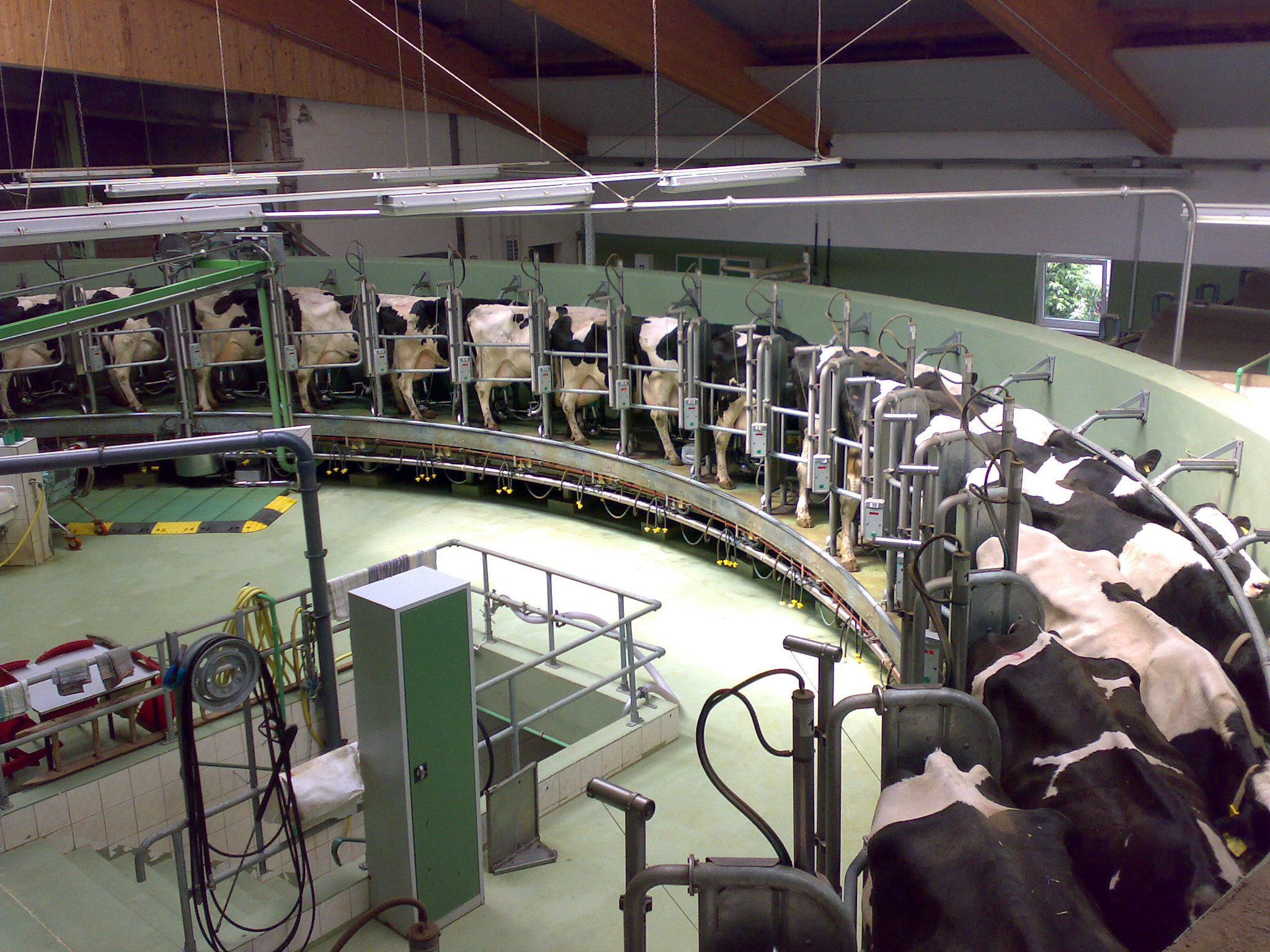
الأبقار في قاعة الحلب الدائرية

تمثيل بسيط لجزئ لاكتوز انقسم إلى جلوكوز (2) وجلاكتوز (1)

الحَلِيب أو اللَّبَن إحدى صور الطعام السائل، وهو غنى بالمواد المغذية، يُنتَج من غدد الثدي في الثدييات، وهو أساس مصادر التغذية لصغار الثدييات، وكذلك صغار البشر؛ فرضيع الإنسان يتغذى بالرَّضَاعة الطبيعية إلى أن يقدر على هضم الأطعمة الصُّلْبة. يسمى الحليب المبكر أو حليب الأيام الأولي باللبأ، والذي يحتوي على الأجسام المضادة التي تقوي الجهاز المناعي لدى الأطفال، وبذلك يقلل خطر الإصابة بالعديد من الأمراض. يحتوي الحليب على العديد من المواد المغذية، من ضمنها البروتينات واللاكتوز والكالسيوم. يعتبر استهلاك الحليب بين الأنواع المختلفة من الثدييات أمرًا شائعًا، لا سيما بين البشر، حيث يستهلك الكثير منهم حليب الثدييات الأخرى.
الحليب من المنتجات الزراعية، حيث يتم جمع الألبان من حيوانات المزارع. أنتجت مزارع الألبان حوالي 730 مليون طن (800 مليون طن قصير) من الحليب في عام 2011م، من 260 مليون بقرة حلوب. تعد الهند أكبر منتج للحليب في العالم، وهي المصدر الرئيسي للحليب المجفف منزوع الدسم، ومع ذلك فهي تصدر القليل من منتجات الألبان الأخرى. ورغم ذلك، فقد يؤدي الارتفاع المتزايد باستمرار في الطلب المحلي على منتجات الألبان والفجوة الكبيرة بين العرض والطلب في الهند إلى استيراد كل منتجات الألبان في المستقبل. وتعد نيوزيلندا وألمانيا وهولندا أكبر مصدرين لمنتجات الألبان. كانت الصين وروسيا أكبر مستوردي الحليب ومنتجات الألبان في العالم حتى عام 2016 قبل أن يصبح كلا البلدين مكتفيًا ذاتيًا، مما ساهم في وفرة الحليب في جميع أنحاء العالم.
في جميع أنحاء العالم، يستهلك أكثر من ستة مليارات شخص الحليب ومنتجات الألبان. ويعيش ما بين 750-900 مليون شخص في مزارع الألبان.

### التقشُّد والتجانس

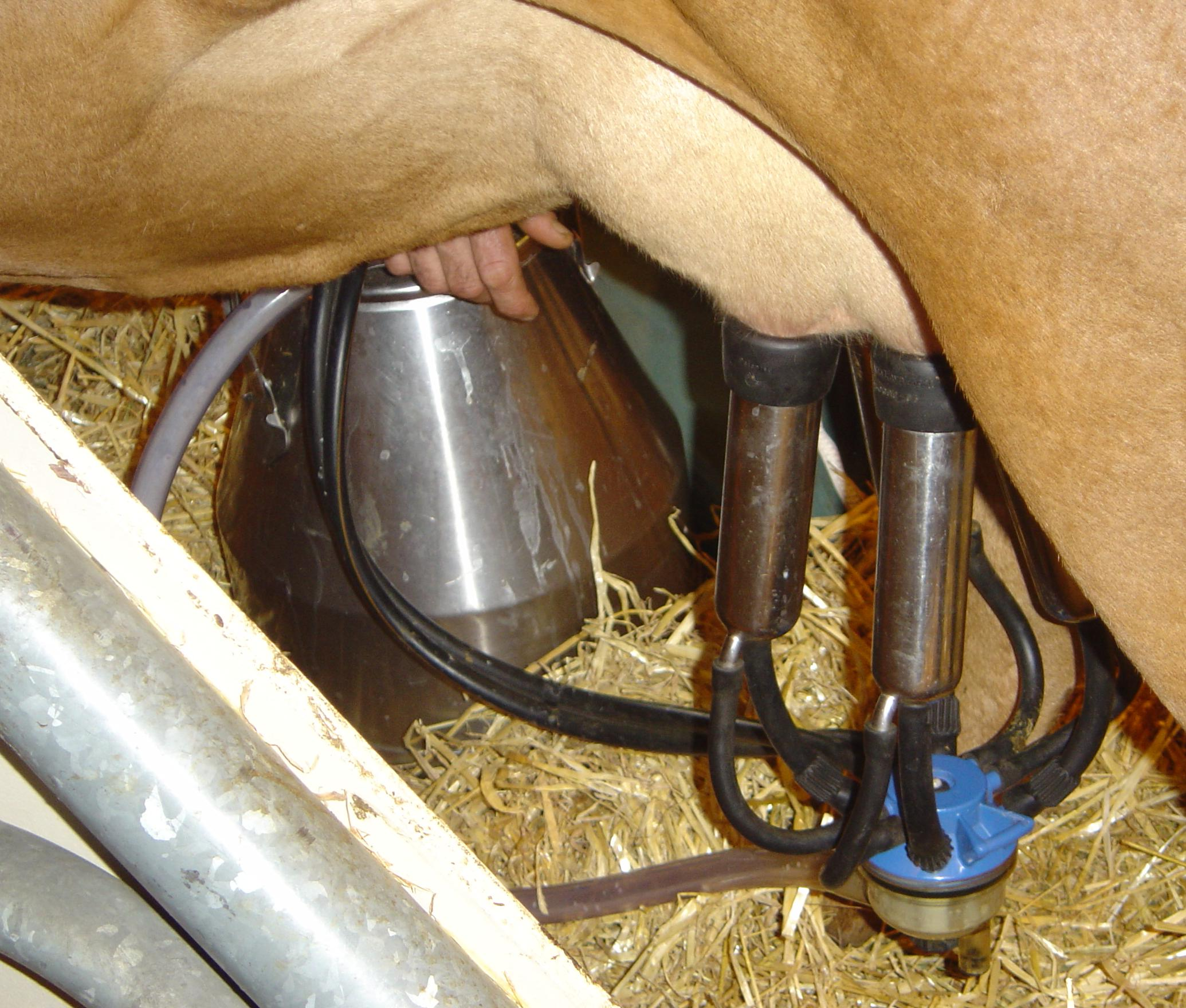
آلة لحلب الألبان.

## الأصناف والعلامات التجارية

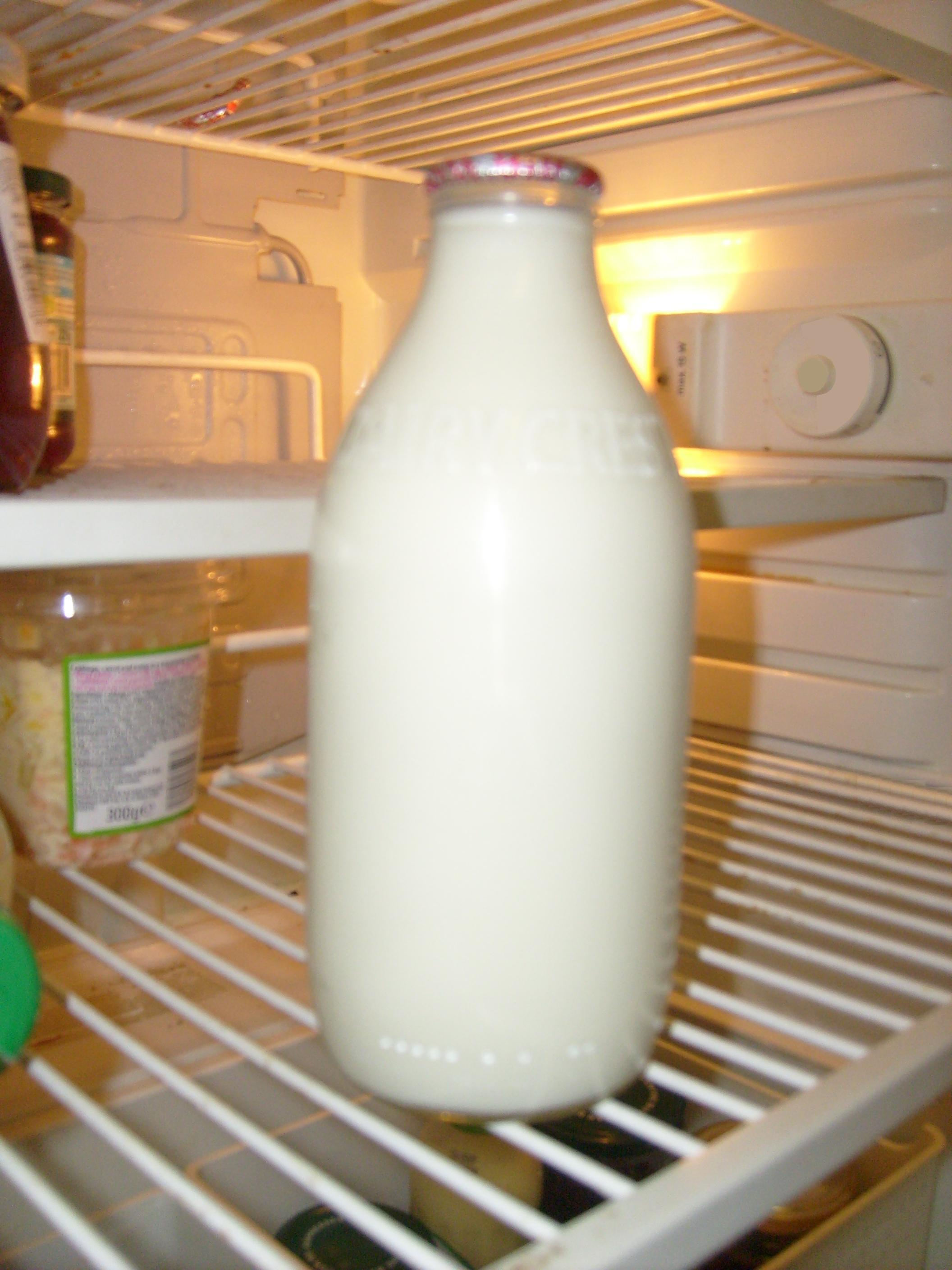
زجاجة حليب تستخدم في خدمة توصيل الحليب إلى المنازل في المملكة المتحدة.

### التوزيع

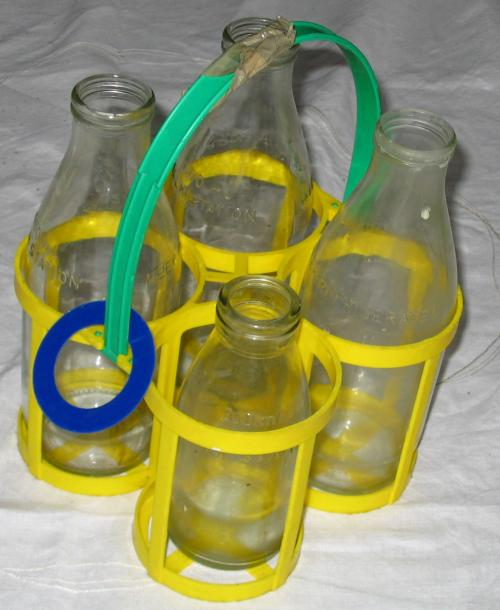
إعادة زجاجات الحليب الزجاجية القابلة لإعادة الاستخدام، والمستخدمة لخدمة التوصيل إلى المنازل في المملكة المتحدة

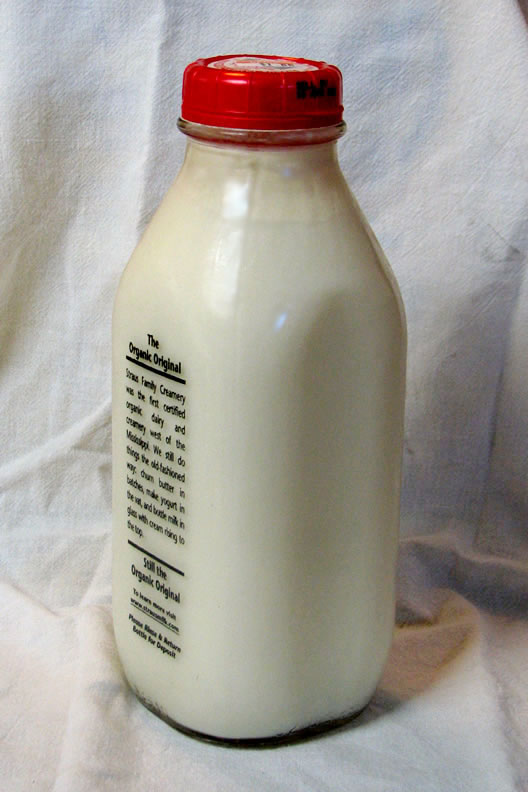
زجاجة من الحليب العضوي غير المتجانس في ولاية كاليفورنيا الأمريكية. زجاجات الحليب الأمريكية بشكل عام مستطيلة الشكل

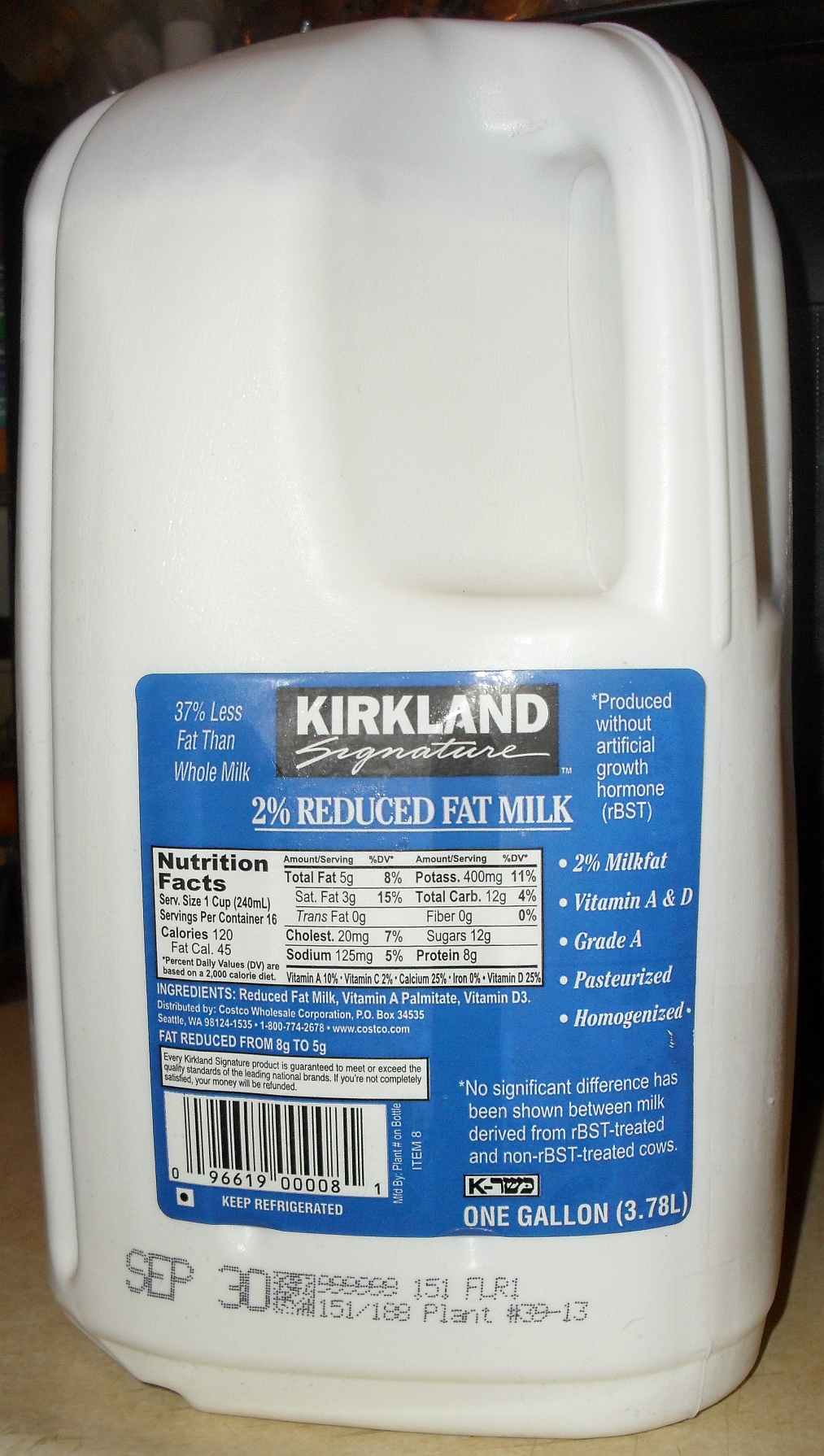
تصميم لوعاء حليب مستطيل الشكل تستخدمه متاجر كاستكو وسام كلب في الولايات المتحدة والتي تتيح تكديس وعرض الحاويات المليئة بدلاً من شحنها إلى المتجر في صناديق الحليب والتحميل اليدوي في أرفف العرض في الثلاجات

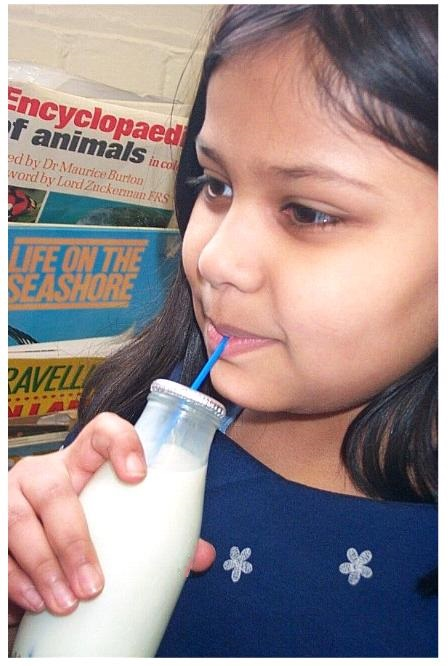
طفلة في مدرسة ابتدائية في إنجلترا تشرب الحليب من زجاجة زجاجية بمصاصة

### التغليف

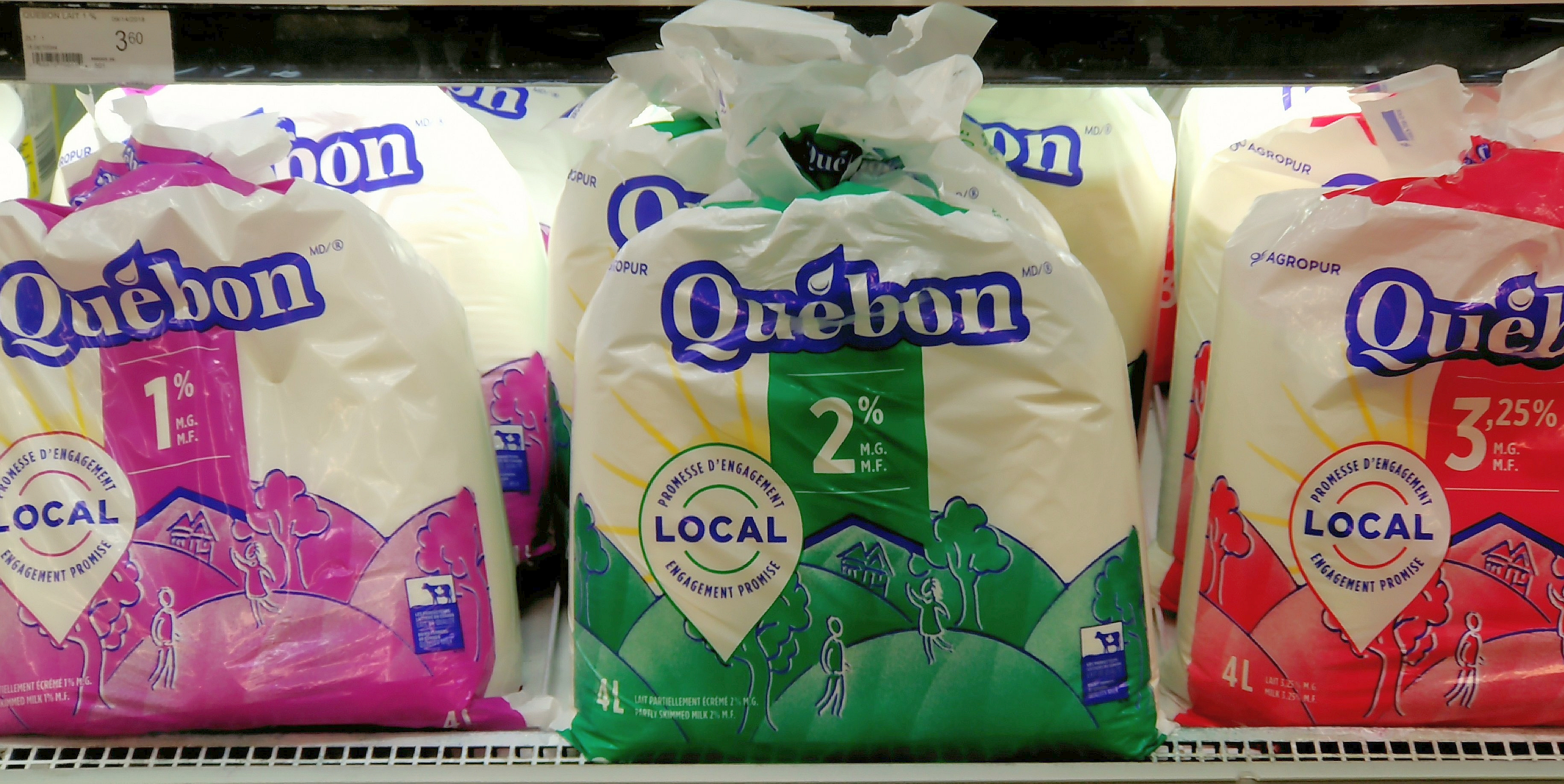
عبوة حليب سعة 4 لتر في كيبك، كندا.

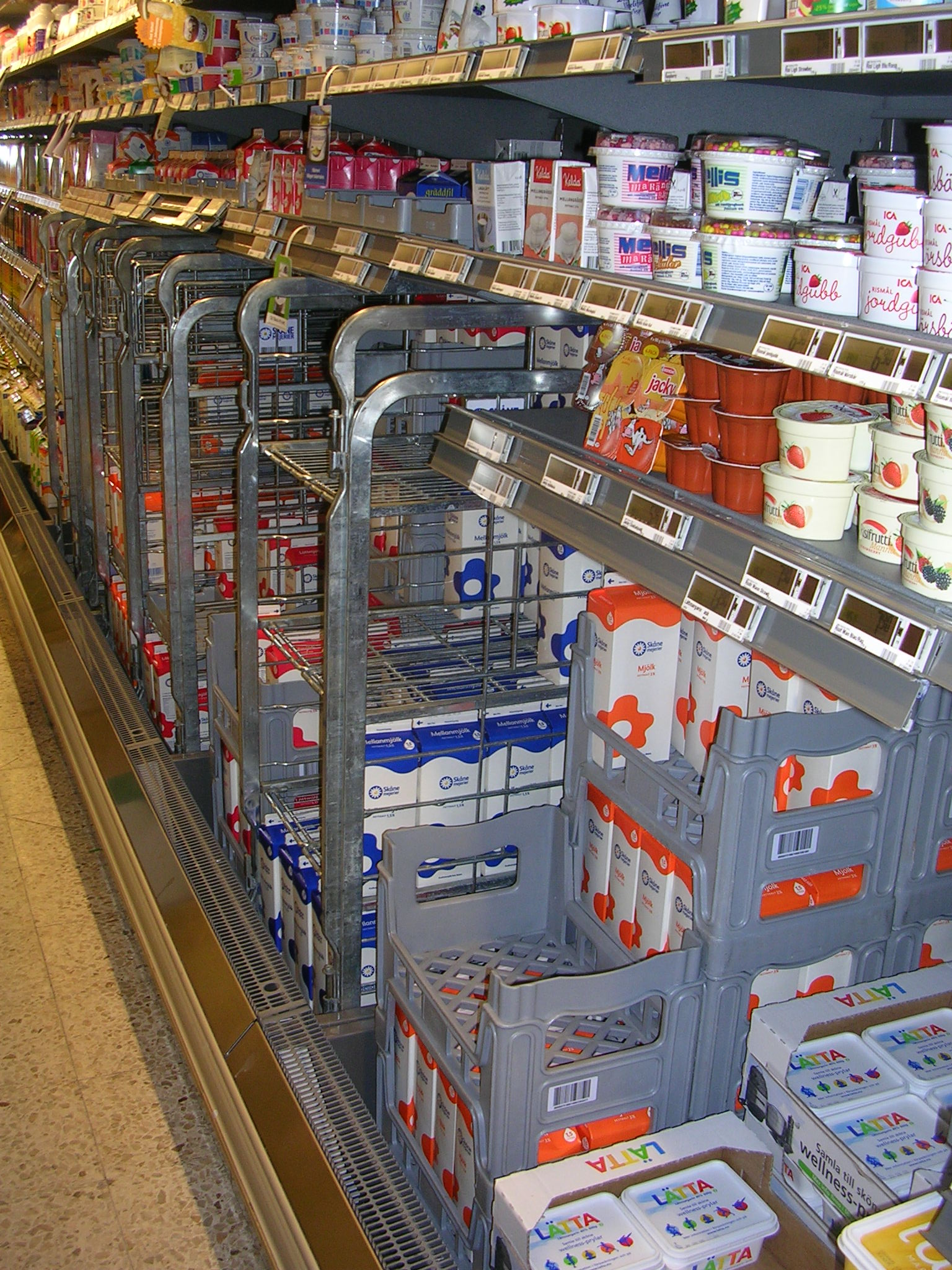
قسم الحليب في محل بقالة سويدي

## أسماء أخرى
للحليب العديد من الأسماء منها: لبن، دَرّ، رِسْل وشِخَاب.

## أنواع الحليب
يُحكَم على جودة الحليب وفق عدة أمور، مثل: مصدره، أي الحيوان الذي أُخِذ منه الحليب، وتغذيته، وعمره، وأيضاً الموسم الذي تم الحصول عليه فيه. وهناك عدة أنواع للحليب، منها:
1. حليب البقر، وهو أكثر أنواع الحليب شيوعاً في العالم، ففي عام 2018 تم إنتاج 505 مليون طن من حليب البقر في العالم، ويرجع سبب ذلك إلى سهولة حلب البقر، بالإضافة إلى قدرة البقر على تكوين وتخزين الحليب أكثر من الحيوانات الأخرى
2. حليب الجاموس، وهو ثاني أكبر مصدر للحليب بعد البقر، ففي عام 2012 تم إنتاج 92 مليون طن منه في العالم
3. حليب الماعز، وتتشابه مكوناته مع مكونات حليب البقر، ويُعتبر البديل الصحي له
4. حليب الغنم، ويُعتبر أيضاً بديل جيد لحليب البقر؛ لاحتوائه على البروتينات والكالسيوم، يحتوي حليب الغنم على مكونات صُلبة تجعله مناسباً لصنع منتجات الحليب، مثل الجبنة واللبن
5. لبن الشنينة (العيران)، وهو شائع جداً في الشرق الأوسط، ويستهلك أكثر في الصيف؛ لأنه يُشرب بارداً بالإضافة إلى أنه يحتوي على الأملاح التي تعوض ما يفقده الجسم من أملاح في الصيف
6. حليب الناقة، يعتبر أكثر ملوحة من باقي أنواع الحليب الأخرى ويتميز باحتوائه على كمية أكبر من فيتامين (ج)، ولا يحتوي على اللاكتوز، لذلك فهو مناسب للمرضى الذين يُعانون من عدم تحمل اللاكتوز

## طرق الاستهلاك
يتم استهلاك الحليب بطريقتين مميزتين: كمصدر طبيعي للتغذية لجميع الثدييات وهي الرضاعة الطبيعية، أو كمنتج غذائي يتم الحصول عليه من ثدييات أخرى لاستهلاك البشر من جميع الأعمار.

### تغذية رضيع الثدييات

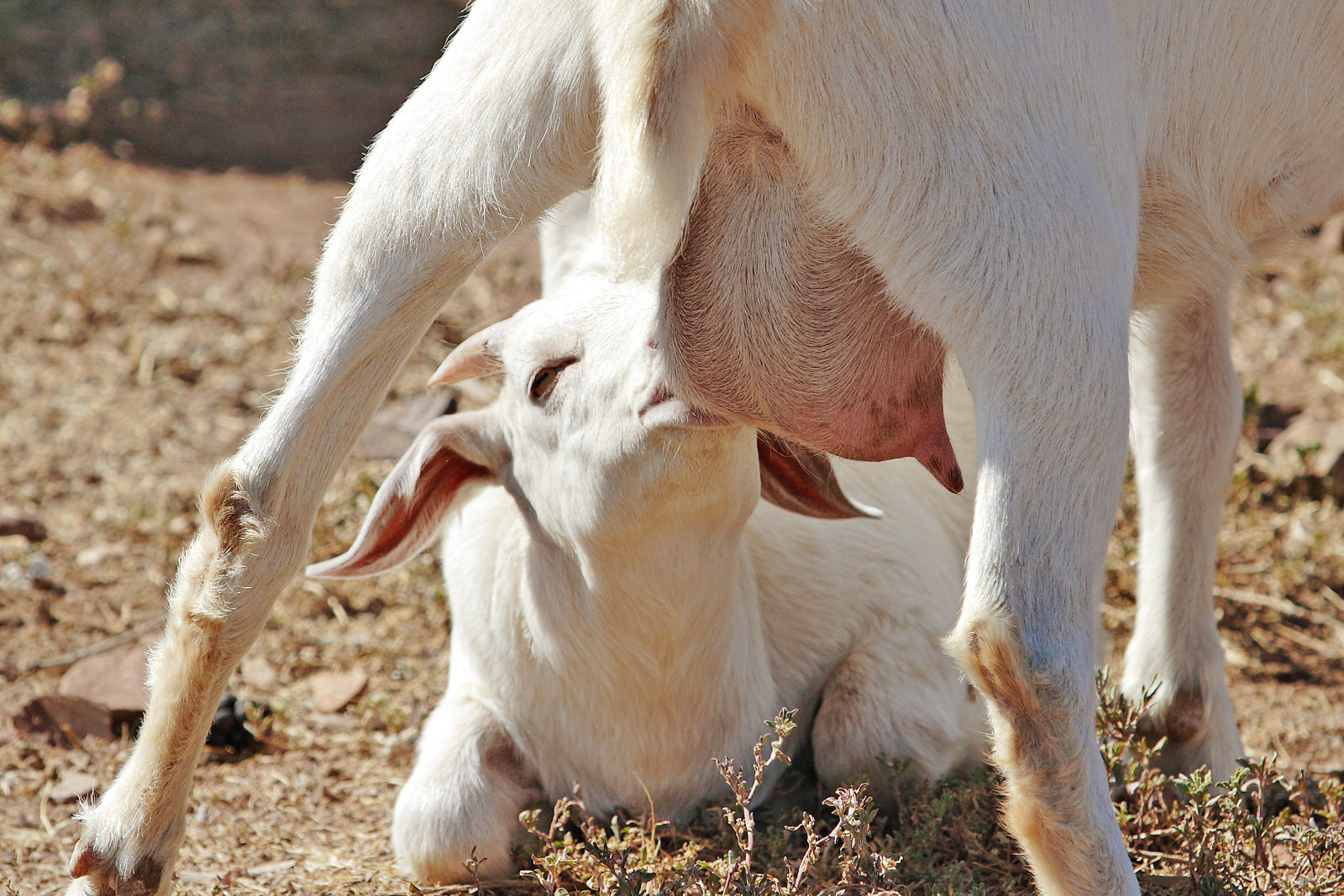
صغير المعز يتغذى علي حليب أمه

في جميع الثدييات تقريبًا، يتم تغذية الرضيع عن طريق الرضاعة الطبيعية، إما مباشرة أو عن طريق شفط الحليب ليتم تخزينه واستهلاكه لاحقًا. يسمى الحليب المبكر من الثدييات اللبأ، ويحتوي اللبأ على أجسام مضادة توفر الحماية للطفل حديث الولادة بالإضافة إلى العناصر الغذائية وعوامل أخرى تساعد علي النمو. ويختلف تكوين اللبأ وفترة إفرازه من نوع لآخر.
بالنسبة للبشر، توصي منظمة الصحة العالمية بالرضاعة الطبيعية فقط لمدة ستة أشهر ثم الرضاعة الطبيعية بالإضافة إلى الأطعمة الأخرى حتى عمر سنتين أو أكثر. من الشائع في بعض الثقافات إرضاع الأطفال من الثدي لمدة ثلاث إلى خمس سنوات، وقد تطول هذه الفترة.
في بعض الأحيان، يتم استبدال حليب الثدي أثناء الرضاعة الطبيعية بحليب الماعز الطازج، مما يعرض الطفل لخطر الإصابة بالاختلال الكهربائي، وارتفاع حموضة الدم، وفقر الدم الضخم الأرومات، وبعض من ردود الفعل التحسسية.

### المنتجات الغذائية

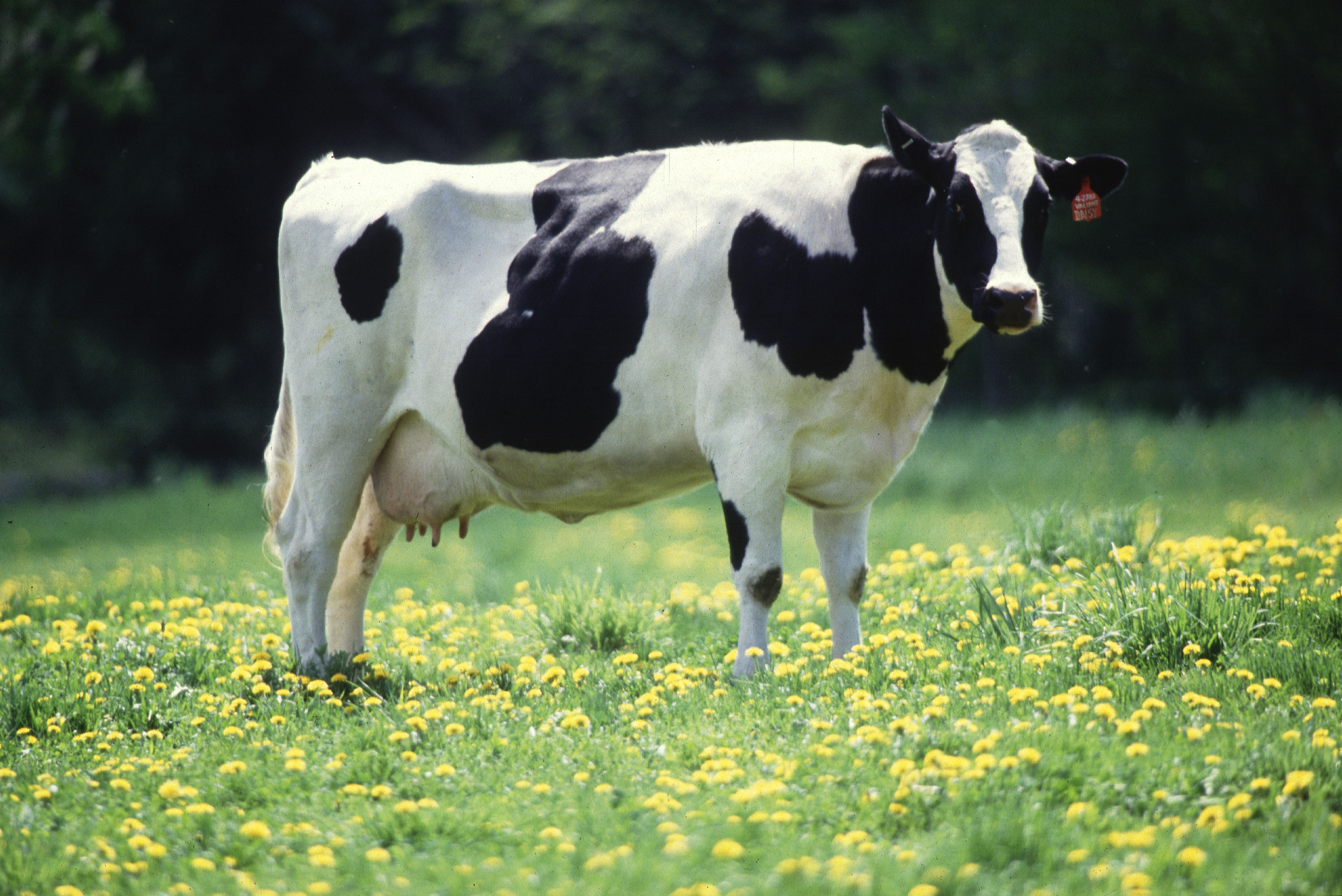
بقرة هولندية وهي من أكثر الأنواع انتشارًا بالمزارع في الوقت الحالي

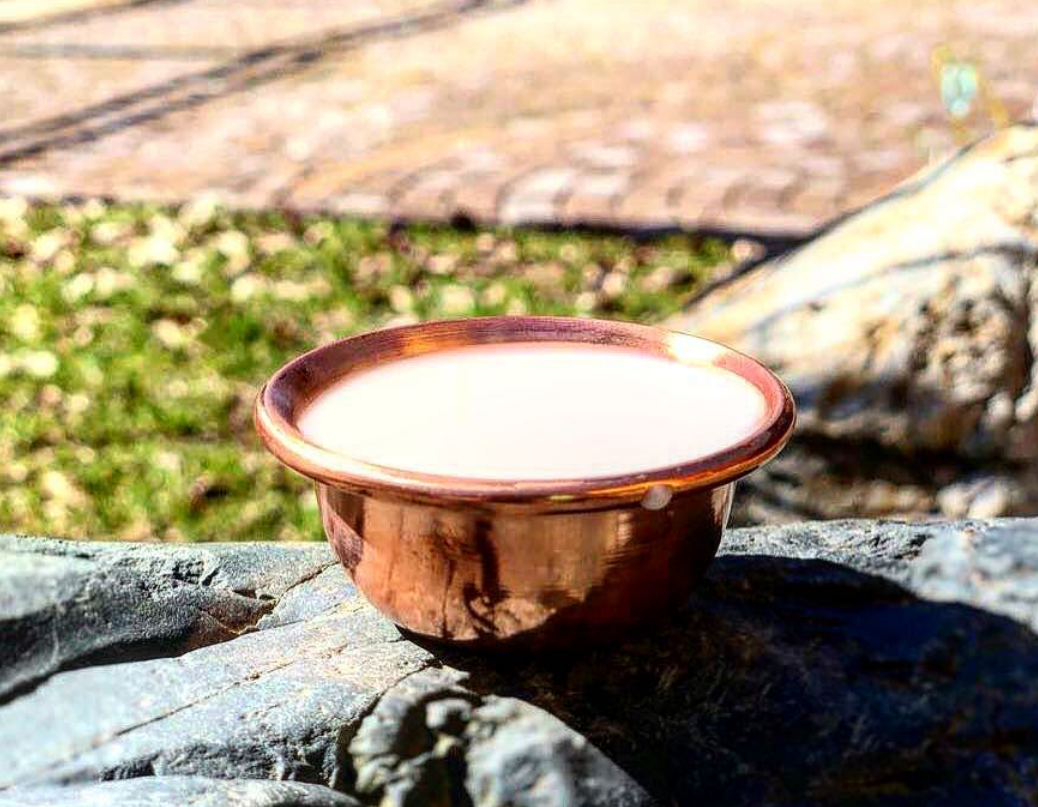
وعاء من الحليب يستخدم في طقوس الشامان في بورياتيا بروسيا

في العديد من الثقافات وخاصة في الغرب، يستمر البشر في استهلاك الحليب بعد سن الرضاعة، عن طريق استخدام حليب الثدييات الأخرى (خاصة الماشية والماعز والأغنام) كمنتج غذائي. في البداية، كانت القدرة على هضم الحليب مقتصرة على الأطفال لأن البالغين لا ينتجون اللاكتاز، وهو إنزيم ضروري لهضم اللاكتوز في الحليب. لذلك قام الناس بتحويل الحليب إلى الحليب الرائب والجبن ومنتجات أخرى لتقليل مستويات اللاكتوز. منذ آلاف السنين، انتشرت طفرة مصادفة بين البشر في أوروبا مكنت من إنتاج اللاكتاز في مرحلة البلوغ. سمحت هذه الطفرة باستخدام الحليب كمصدر جديد للتغذية التي يمكن أن تحافظ على السكان عندما تفشل مصادر الغذاء الأخرى. تتم معالجة الحليب في مجموعة متنوعة من المنتجات مثل القشدة والزبدة والزبادي والكفير والآيس كريم والجبن. تستخدم العمليات الصناعية الحديثة الحليب لإنتاج الكازين وبروتين مصل اللبن واللاكتوز والحليب المكثف والحليب المجفف والعديد من المنتجات الغذائية والمنتجات الصناعية الأخرى.
بحتوي كل من الحليب كامل الدسم والزبدة والقشدة على مستويات عالية من الدهون المشبعة. تم العثور على سكر اللاكتوز فقط في الحليب وزهور فورسيثيا وعدد قليل من الشجيرات الاستوائية. يصل الإنزيم اللازم لهضم اللاكتوز واللاكتاز إلى أعلى مستوياته في الأمعاء الدقيقة للإنسان بعد الولادة، ثم يبدأ في الانخفاض ببطء ما لم يتم استهلاك الحليب بانتظام. ورغم ذلك، فإن تلك المجموعات التي تستمر في الاعتماد على الحليب، لجأت غالبًا إلى استخدام أنواع غير مألوفة من حليب الحافريات المستئنسة، فلم تقتصر فقط على الماشية، ولكن أيضًا من الأغنام والماعز والقطاس الأليف وجاموس الماء وخيول الرنة والنوق. وتُعد الهند أكبر منتج ومستهلك لحليب الماشية والجاموس في العالم.
| الدولة           | الحليب (لتر) | الجبن (كجم) | الزبد (كجم) |
| ---------------- | ------------ | ----------- | ----------- |
| جمهورية أيرلندا  | 135.6        | 6.7         | 2.4         |
| فنلندا           | 127.0        | 22.5        | 4.1         |
| المملكة المتحدة  | 105.9        | 10.9        | 3.0         |
| أستراليا         | 105.3        | 11.7        | 4.0         |
| السويد           | 90.1         | 19.1        | 1.7         |
| كندا             | 78.4         | 12.3        | 2.5         |
| الولايات المتحدة | 75.8         | 15.1        | 2.8         |
| الاتحاد الأوروبي | 62.8         | 17.1        | 3.6         |
| البرازيل         | 55.7         | 3.6         | 0.4         |
| فرنسا            | 55.5         | 26.3        | 7.5         |
| إيطاليا          | 54.2         | 21.8        | 2.3         |
| ألمانيا          | 51.8         | 22.9        | 5.9         |
| اليونان          | 49.1         | 23.4        | 0.7         |
| هولندا           | 47.5         | 19.4        | 3.3         |
| الهند            | 39.5         | -           | 3.5         |
| الصين            | 9.1          | -           | 0.1         |

## التاريخ

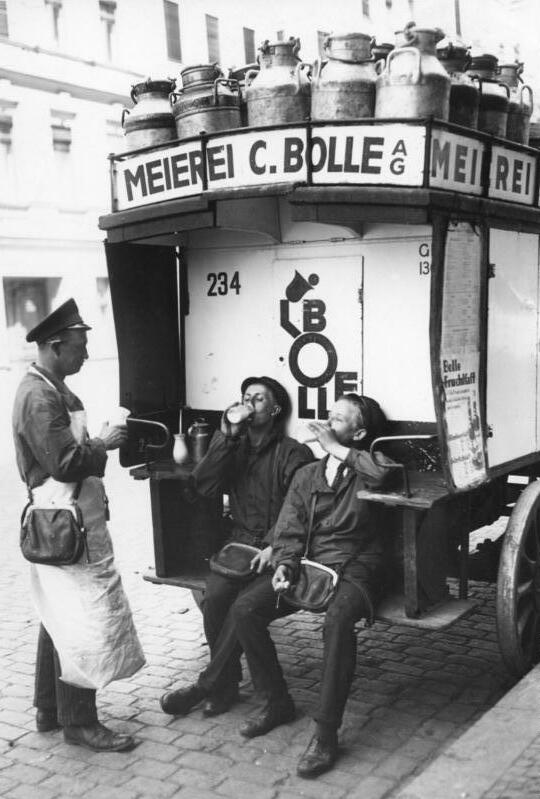
أحد المارة يشرب الحليب، ألمانيا 1932

تعلم البشر لأول مرة استهلاك حليب الثدييات الأخرى بانتظام بعد تدجين الحيوانات خلال ثورة العصر الحجري الحديث أو تطور الزراعة. حدث هذا التطور بشكل مستقل في عدة مواقع عالمية في وقت مبكر من 7000-9000 قبل الميلاد في بلاد الرافدين إلى 3000-3500 قبل الميلاد في الأمريكتين. قام الناس في البداية بتدجين أهم حيوانات الألبان كالأبقار والأغنام والماعز في جنوب غرب آسيا، وذلك على الرغم من أن الماشية المستأنسة كانت تُستمد بشكل طبيعي وتلقائي من قطعان الثيران البرية وقد حدث ذلك عدة مرات منذ ذلك الحين. في البداية، كان يتم الاحتفاظ بالحيوانات من أجل اللحوم فقط، وقد اقترح عالم الآثار أندرو شيرات أن صناعة الألبان، بالإضافة إلى استغلال الحيوانات الأليفة لإنتاج الأصواف واستخدامها في العمل، بدأت بعد ذلك بكثير في ثورة منفصلة للمنتجات الثانوية في الألفية الرابعة قبل الميلاد. ولكن مقترح شيرات لم تدعمه نتائج الاكتشافات الحديثة، فقد أظهر تحليل ليبيديات في فخاريات من فترة ما قبل التاريخ، أن حلب الأبقار كانت يُمارس في المراحل الأولى من الزراعة في جنوب غرب آسيا أو على الأقل في الألفية السابعة قبل الميلاد.
انتشرت حيوانات الألبان المستأنسة من جنوب غرب آسيا إلى أوروبا (بدأ من حوالي 7000 قبل الميلاد ولكنها لم تصل إلى بريطانيا والدول الاسكندنافية إلا بعد 4000 قبل الميلاد)، وانتشرت في جنوب آسيا (5500-3500 قبل الميلاد). قام المزارعون الأوائل في وسط أوروبا وبريطانيا  بحلب مواشيهم. تطوّرت اقتصاديات الزراعة الرعوية ورعاية الماشية التي تعتمد في الغالب أو بشكل حصري على الحيوانات الأليفة ومنتجاتها بدلاً من زراعة المحاصيل بعد انتقال المزارعين الأوروبيين إلى سهول بنطس-قزوين في الألفية الرابعة قبل الميلاد، وانتشرت لاحقًا إلى معظم السهوب الأوراسية. انتقلت الأغنام والماعز إلى إفريقيا من جنوب غرب آسيا، ولكن ربما استئنست الماشية الأفريقية بشكل مستقل حوالي 6000-7000 قبل الميلاد. استخدمت الإبل، التي استئنست في وسط الجزيرة العربية في الألفية الرابعة قبل الميلاد، كمُنتجات ألبان في شمال إفريقيا وشبه الجزيرة العربية. وصفت أقدم السجلات المصرية استخدام ضمادات لعلاج الحروق من حليب أمهات الأطفال الذكور. تاريخيًا، لم يكن الحليب ومنتجات الألبان جزءً كبيرًا من النظام الغذائي في بقية العالم (أي شرق وجنوب شرق آسيا والأمريكتين وأستراليا)، وذلك إما لأن هذه المناطق ظلت مأهولة بالصيادين وجامعي الثمار الذين لم يقتنوا الحيوانات، أو لأن الاقتصاد الزراعي فيها لم يشتمل علي أنواع من
حيوانات الألبان المستأنسة. أصبح استهلاك الحليب شائعًا في هذه المناطق مؤخرًا نسبيًا، وذلك نتيجة للاستعمار الأوروبي وسيطرته السياسية على جزء كبير من العالم في السنوات الخمسمائة الماضية.
في العصور الوسطى، كان يُطلق على الحليب اسم «الخمور البيضاء الفاضلة» لأن المشروبات الكحولية كانت أكثر أمانًا للاستهلاك من الماء. سجل جيمس روزير في رحلة 1605م التي قام بها جورج ويماوث إلى نيو إنجلاند أن شعب واباناكي الذين أسرهم ويماوث في ولاية ماين ذكروا أنهم كانو يحلبون «Rain-Deere و Fallo-Deere». إلا أن الصحفية أفيري ييل كاميلا ومؤرخو الطعام قالوا بإن روزير «أساء تفسير الأدلة». وأفاد المؤرخون أن شعب واباناكي لم يقم باستئناس الغزلان. تاريخياً، كانت قبائل الغابات الشمالية تصنع حليب الجوز. ثم تم تصدير الأبقار إلى نيو إنجلاند في عام 1624م.

### التصنيع

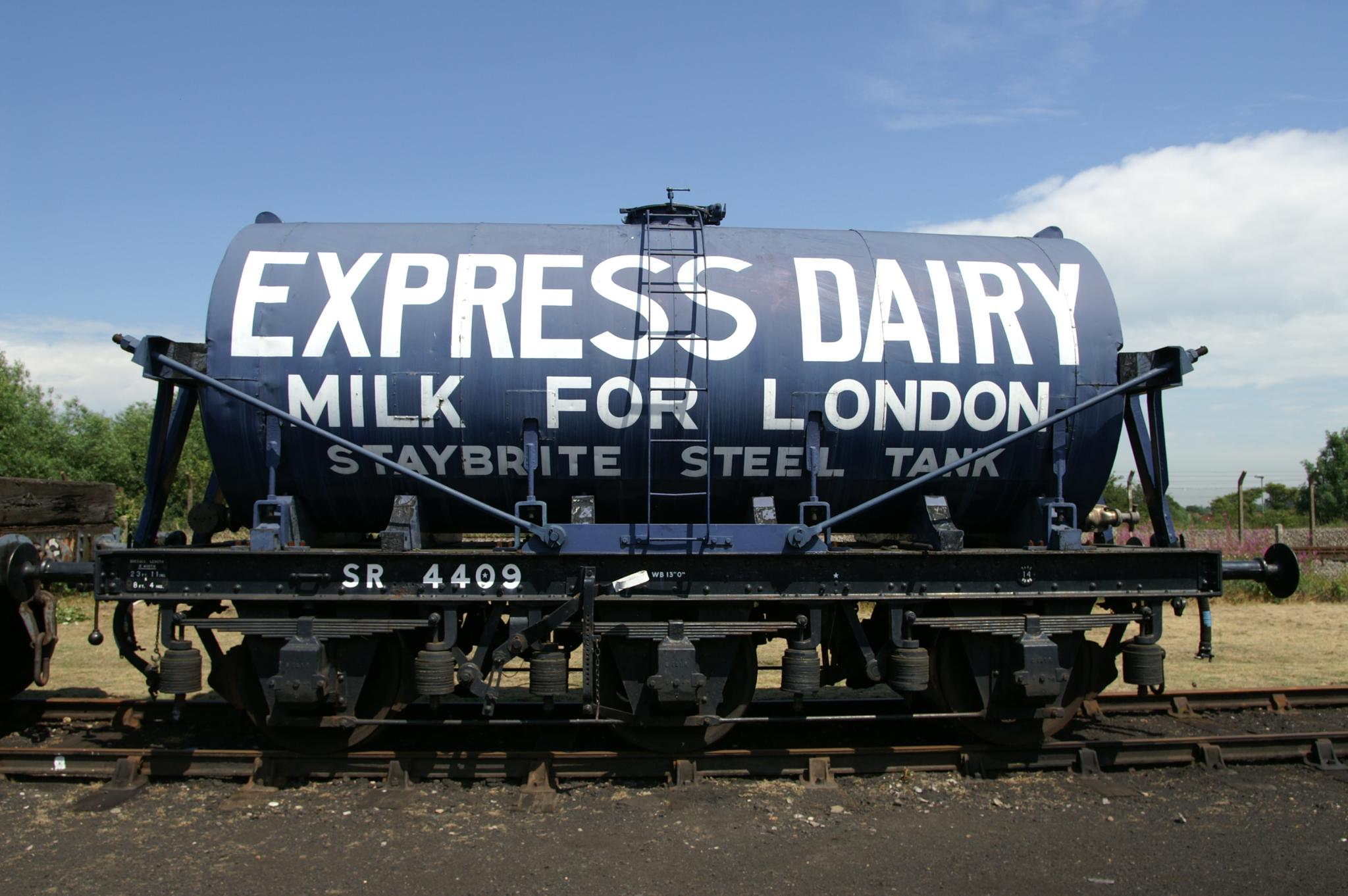
احدى عربات تخزين الحليب المحفوظ السريعة ذات المحاور الثلاثة بمحطة قطار ديكوتا المركزية

العلاقة بين إنتاج ومنتجات الألبان.

أدى النمو السكاني في المناطق الحضرية، إلى جانب التوسع في شبكة السكك الحديدية في منتصف القرن التاسع عشر، إلى ثورة في إنتاج الحليب وإمداداته. بدأت شركات السكك الحديدية المملوكة للأفراد في نقل الحليب من المناطق الريفية إلى لندن من أربعينيات وخمسينيات القرن التاسع عشر. من المحتمل أن يكون أول مرة يتم فيها نقل الحليب عن طريق السكك الحديدية في عام 1846م وذلك عندما تعاقد مستشفى سانت توماس في ساوثوورك مع موردي الحليب خارج لندن لشحن الحليب بالسكك الحديدية. كانت شركة جريت ويسترن للسكك الحديدية (Great Western Railway) من أوائل المتبنين المتحمسين لهذا الأمر، وبدأت في نقل الحليب إلى لندن من ميدنهيد في عام 1860م، على الرغم من كثرة الانتقادات. ظلت الشركة تعمل علي نقل الحليب، وبحلول عام 1900م كانت الشركة تنقل أكثر من 25 مليون جالون إمبراطوري أي ما يعادل 110 مليون لتر، أو 30 مليون جالون أمريكي سنويًا. نمت تجارة الحليب ببطء خلال ستينيات القرن التاسع عشر، لكنها مرت بفترة من التغيير الهيكلي الشامل في سبعينيات وثمانينيات القرن التاسع عشر.

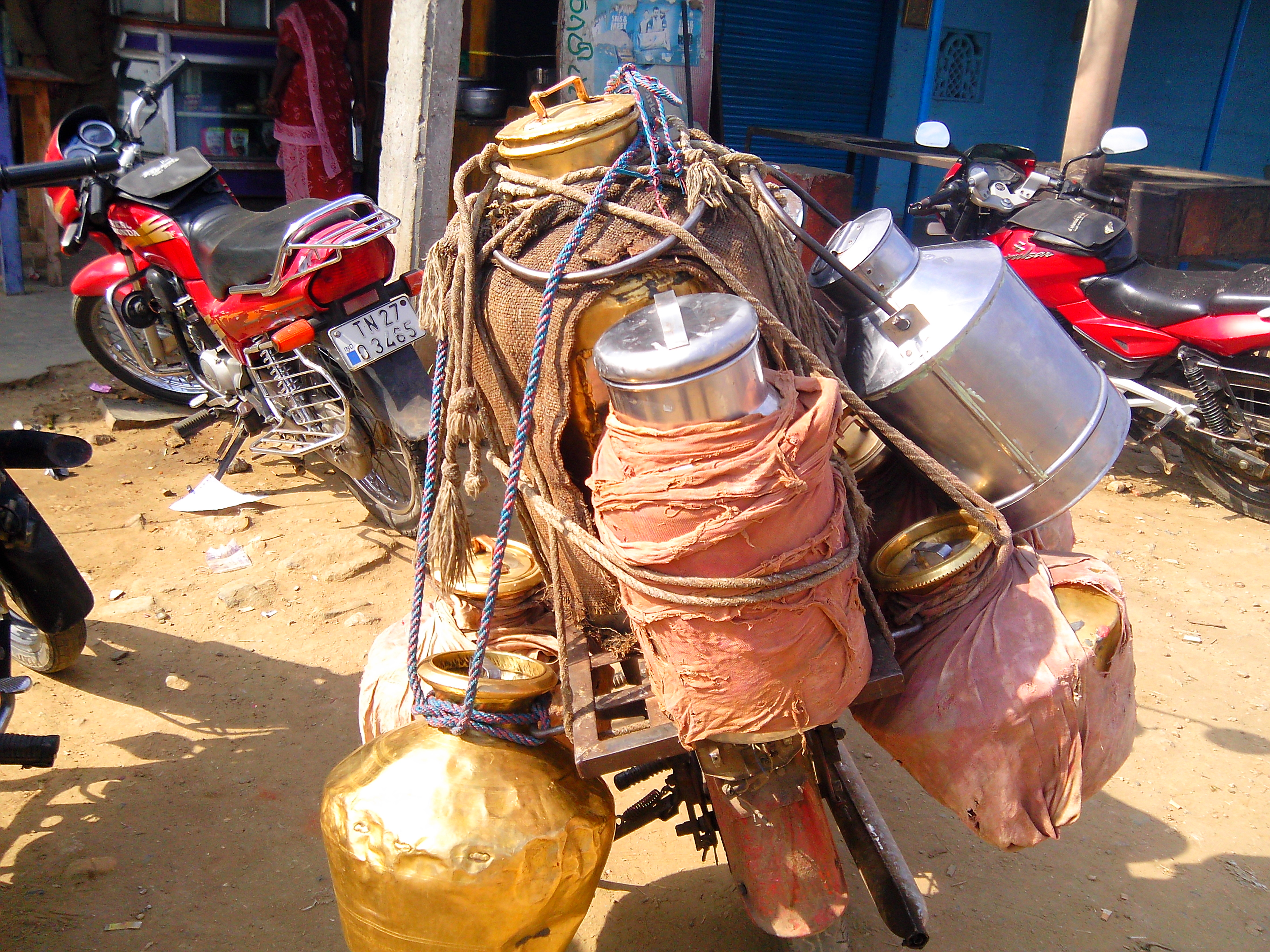
نقل الحليب في سالم، الهند

بدأ الطلب علي الحليب في المدن الحضرية في النمو، حيث زادت القوة الشرائية للمستهلكين واعتُبر الحليب سلعة يومية مطلوبة. على مدى العقود الثلاثة الأخيرة من القرن التاسع عشر، تضاعف الطلب على الحليب في معظم أنحاء البلاد وفي بعض الحالات تضاعف ثلاث مرات. في عام 1875م، صدر قانون ينص علي أن غش الحليب غير قانوني، وحدث هذا جنبًا إلى جنب مع حملة تسويقية لتغيير صورة الحليب. زادت نسبة واردات الحليب من المناطق الريفية إلي لندن من 5٪ من إجمالى الاستهلاك المحلى في ستينيات القرن التاسع عشر إلى أكثر من 96٪ بحلول أوائل القرن العشرين. وفي هذه الوقت كان نظام الإمداد بالحليب هو الأكثر تنظيماً وتكاملاً بين أي منتج غذائي.
استخدمت أول عبوة زجاجية لتعبئة الحليب في سبعينيات القرن التاسع عشر. ربما كانت الشركة الأولى التي قامت بذلك هي شركة نيويورك لمنتجات الألبان في عام 1877م. بدأت شركة إكسبريس لمنتجات الألبان في إنجلترا بإنتاج الزجاجات في عام 1880م. وفي عام 1884م، قام هيرفي تاتشر وهو مخترع أمريكي من نيويورك باختراع زجاجة حليب زجاجية تسمى «جرة حليب تاتشر للتفكير السليم Thatcher's Common Sense Milk Jar»، والتي تم إغلاقها بقرص من الورق المشمع. في وقت لاحق، في عام 1932م، تم تقديم علب الحليب الورقية المغلفة بالبلاستيك تجاريًا.
في عام 1863م، اخترع الكيميائي وعالم الأحياء الفرنسي لويس باستور البسترة، وهي طريقة لقتل البكتيريا الضارة في المشروبات والمنتجات الغذائية. طور هذه الطريقة أثناء إجازته الصيفية في أربوا، وذلك لعلاج شدة الحموضة في النبيذ المحلي. فقد اكتشف من الناحية التجريبية، أنه يكفي تسخين النبيذ الحديث الصنع إلى حوالي (122-140 درجة فهرنهايت) أي ما يعادل (50-60 درجة مئوية) لفترة وجيزة لقتل الميكروبات، وفي نهاية الأمر يُعتّق النبيذ بشكل صحيح دون التضحية بجودته. وتكريمًا لباستور، أصبحت العملية تعرف باسم «البسترة». استخدمت البسترة في الأصل كوسيلة للحول دون فساد النبيذ والبيرة. أُنتجت معدات البسترة تجاريًا في ألمانيا في ثمانينيات القرن التاسع عشر، واعتمد المنتجون عملية البسترة في كوبنهاغن وستوكهولم بحلول عام 1885م.

## مصادر الحليب

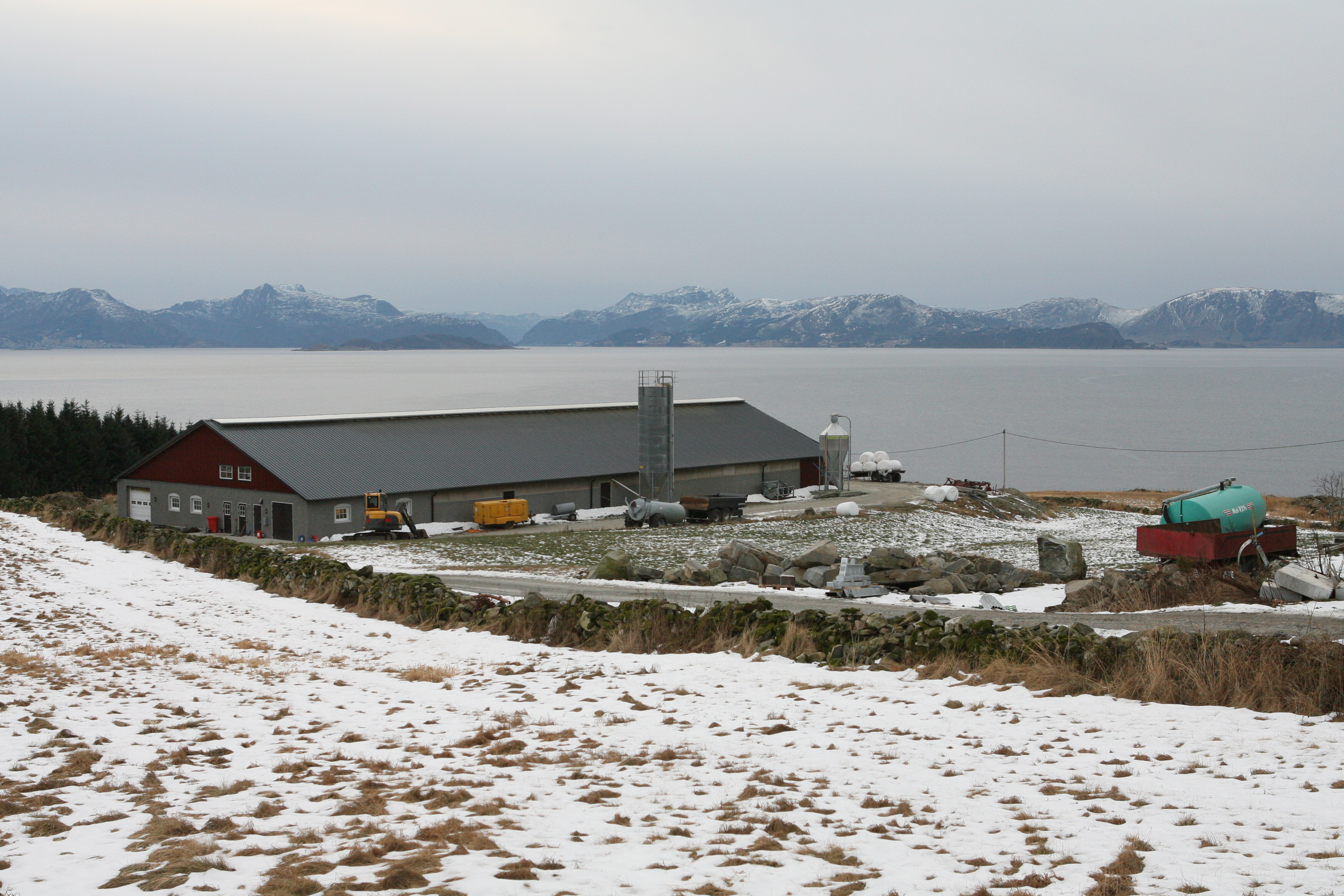
مزرعة ألبان حديثة في النرويج

## الخواص الفيزيائية والكيميائية

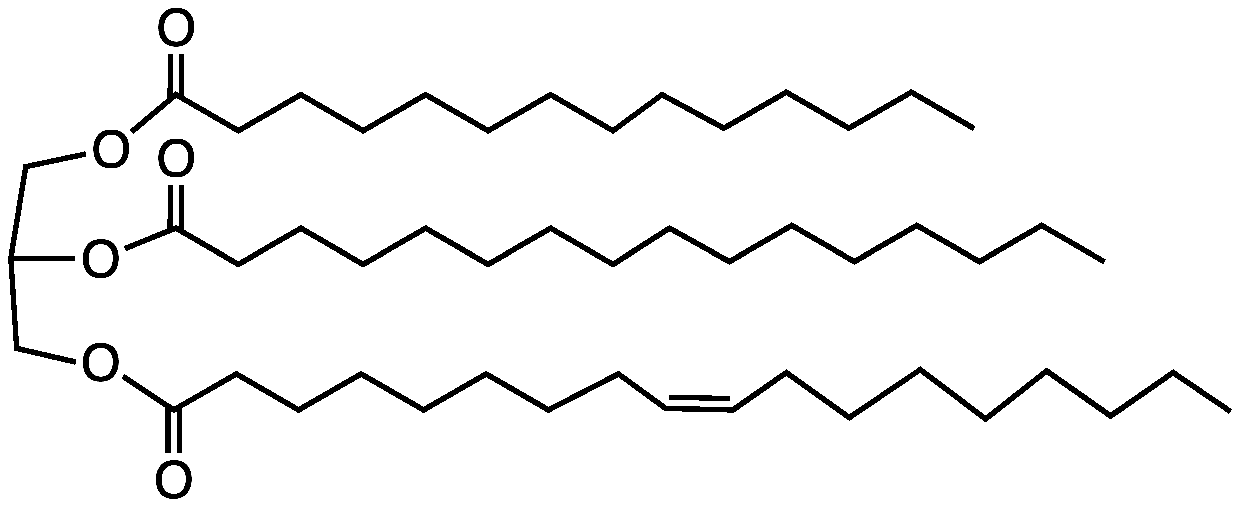
الزُبد هو دهون ثلاثية تتكون من الأحماض الدهنية مثل أحماض الميريستيك والنخيل والزيت.